# Доде, Сандрин
Сандрин Паскаль Сильви Доде (фр. Sandrine Pascale Sylvie Daudet, род. 21 июня 1972 года, в коммуне Фонтене-су-Буа, департамент Валь-де-Марн, умерла 18 ноября 2019 года в Бордо, департамент Жиронда) — французская спортсменка, выступавшая на Олимпийских играх 1992 и 1994 годах. Бронзовая призёр чемпионата мира 1992 года.

## Биография
Сандрин Доде начинала с бега на длинные дистанции и участвовала в возрасте 11 лет на национальных турнирах. Она стала чемпионом Франции по шорт-треку среди юниоров в 1988 и 1989 годах, после чего в феврале 1990 года заняла 3-е место уже на взрослом национальном чемпионате и попала в сборную страны. В марте на чемпионате мира в Амстердаме осталась только на 31-м месте в общем зачёте многоборья. Через год на чемпионате мира в Сиднее вместе с командой дошла до 4-го места в эстафете.
В феврале 1992 года на Олимпийских играх в Альбервилле в составе французской команды заняла 5-е место в эстафете. В марте на чемпионате мира в Денвере завоевала бронзу в эстафете и на командном чемпионате мира в Минамимаки с женской командой стала 7-й. Через месяц заняла 2-е место в общем зачёте на чемпионате Франции.
На Олимпийских играх в Лиллехаммере в 1994 году заняла 13-е и 16-е места соответственно в беге на 500 и 1000 м и 7-е место в эстафете. Следом на чемпионате мира в Гилфорде заняла 11-е место в личном многоборье. В 1995 году на чемпионате мира в Йевике заняла 11 и 12-е места в беге на 1000 и 1500 м соответственно, а на 500 м стала 21-й. 
На чемпионате мира в Гааге в 1996 году стала 23-й в абсолютном зачёте. Она была чемпионом Франции в абсолютном зачёте с 1993 по 1997 года. В апреле 2007 года участвовала в заключительных играх в бельгии среди бывших конькобежцев и заняла общее 9-е место. После завершения карьеры Доде тренировала конькобежцев в Шамони.
В в 2019 году она присоединилась к учебному центру Creps de Reims, где тренировала группу надежд. В ноябре 2019 года она скончалась в Бордо. В марте 2021 года её племянница Гвендолин Доде стала серебряным призёром чемпионата мира в эстафете, впервые после того, как её тётя Сандрин выиграла бронзу в 1992 году.